# Groupe Novares
Novares France est un équipementier automobile spécialisé dans  plastiques issu de la fusion réalisée en septembre 2017, entre les groupes Mecaplast (acteur européen spécialisé dans les pièces moteur, intérieur, extérieur) et Key Plastics (acteur américain spécialisé dans les pièces intérieur et les mécanismes complexes).

## Historique

### Mecaplast
L'entreprise Mecaplast a été créée en 1955 par Charles Manni, avec cinq personnes dans un appartement à Monaco. Sa première pièce plastique fabriquée est un bouchon de condensateur chimique pour les postes radio. En 1964, l'entreprise entre dans l'industrie automobile en ayant été retenue pour fabriquer le ventilateur en plastique de la Peugeot 204.
Les années 2002 et 2003 sont un tournant pour le groupe qui, en rachetant coup sur coup pour un euro symbolique le Groupe Neyr, (sites en France, Angleterre, Espagne, Mexique, République tchèque) et les principaux actifs du Groupe ARIES (sites en France, Italie).
Depuis 2007, la crise qui touche l'ensemble de la filière automobile n'épargne pas Mecaplast qui est obligé de fermer ou céder plusieurs sites de production en France (Le Mans, Saint-Lupicin, Reims, Crépy-en-Valois), en Italie à Moncalieri, en Tunisie à La Manouba, et de réduire les effectifs sur d'autres
En août 2009, jugé équipementier stratégique par PSA Peugeot Citroën (PSA) et Renault, le groupe bénéficie du soutien du Fonds de modernisation des équipementiers automobiles (FMEA) qui entre au capital de l'entreprise familiale à hauteur de 55 M€, soit 33 %,.
L'usine de Chennai en Inde est inaugurée le 3 juin 2010. En 2010, Mecaplast Group employait 5 800 personnes dans le monde pour un chiffre d'affaires de 623 millions d'euros.
Au 1er janvier 2011, l'établissement français situé à Valréas, le premier du groupe hors des frontières de Monaco (acheté en 1985), est cédé au groupe Silvatrim, un autre équipementier automobile monégasque spécialisé dans la plasturgie. Le groupe malgré le développement significatif des dernières années a été obligé de fermer des usines (Espagne et France). 
Le groupe ferme son usine espagnole de Sant Boi, ferme son centre technique de Ruelle-sur-Touvre et vend ses sites spécialisés dans le textile. Celui de La Rochefoucauld à un entrepreneur charentais et ceux de Mornac et Pardubice à Faurecia.
Cela étant, poursuivant son expansion à l'international le groupe ouvre la même année un troisième site de fabrication en Chine à Yantai et un autre en Serbie à Zrenjanin. Depuis, le groupe continue son expansion et ouvre en Chine, à Shenyang, au Mexique à Silao et en Slovaquie à Zavar. En 2016, Bpifrance entre dans le capital de l'entreprise.  La même année, Equistone Partners Europe devient actionnaire majoritaire du groupe à hauteur de 72 %.

### Novares
En décembre 2016, Mecaplast achète l’équipementier automobile Key Plastics, acteur américain spécialisé dans les pièces intérieures et les mécanismes complexes.  
Key Plastics a été créé en 1986. Elle acquiert Kendrion Automotive en 2004 et Olho Group en 2010. Avant qu'en 2000 par Carlyle Group en devient actionnaire majoritaire de l'entreprise, achetée en 2009 par Wayzata.
À la suite de ce rachat, le groupe change de nom le 19 septembre 2017 pour devenir Novares,,. 
En août 2019, fermeture de l'usine Foreplast, qui emploie 60 salariés, située à Monaco,.

### Redressement judiciaire
Le 10 avril 2020 le Président Pierre Boulet informe la presse des difficultés qu'il rencontre pour obtenir un prêt garanti par l'État (PGE).
Le 29 avril 2020, la holding de Novares est placée en redressement judiciaire,.
Novares a obtenu en mai un prêt garanti par l'État (PGE) de 71 millions d'euros[réf. souhaitée]. Six mois après le redressement judiciaire, l'équipementier automobile s'est remis en marche et toutes les usines du groupe ont aujourd'hui repris leurs activités[réf. nécessaire].

## Activités
Le groupe fournit des équipements plastiques automobiles couvrant les trois secteurs : moteur, carrosserie intérieure, carrosserie extérieure.

### Implantations
En 2022, Novares emploie 9 000 salariés dans 22 pays sur 41 sites de production, 8 centres d’expertise, 8 centres techniques. Le siège social du groupe se trouve à Clamart en Île-De-France.